# Кочергов, Василий Никитович
Василий Никитович Кочергов — советский хозяйственный, государственный и политический деятель.

## Биография
Родился в 1906 году в деревне Янгушенской. Член КПСС.
С 1922 года — на хозяйственной, общественной и политической работе. В 1922—1960 гг. — подручный слесаря на кирпичном заводе в Баку, студент Азербайджанского индустриального института, на преподавательских и инженерных должностях на нефтепромыслах Баку, начальник Грозненского нефтекомбината, управляющий трестом «Туркменнефть» в Небит-Даге, начальник объединения «Куйбышевнефть», председатель АО «Газолин» Главного управления советского имущества за границей, начальник объединения «Краснодарнефть», главный инженер Краснодарского филиала ВНИГНИ, начальник объединения «Саратовнефть».
Избирался депутатом Верховного Совета СССР 2-го, 3-го и 4-го созывов.